# باول يانكوفسكي
باول يانكوفسكي (بالإنجليزية: Paul Jankowski)‏ هو مؤرخ أمريكي، ولد في 8 يوليو 1950.